# المرد الأعلى (ناطع)

تعديل مصدري - تعديل

المرد الأعلى هي إحدى قرى عزلة ال منصور بمديرية ناطع التابعة لمحافظة البيضاء، بلغ تعداد سكانها 211 نسمة حسب تعداد اليمن لعام 2004.